# Mycorhize éricoïde

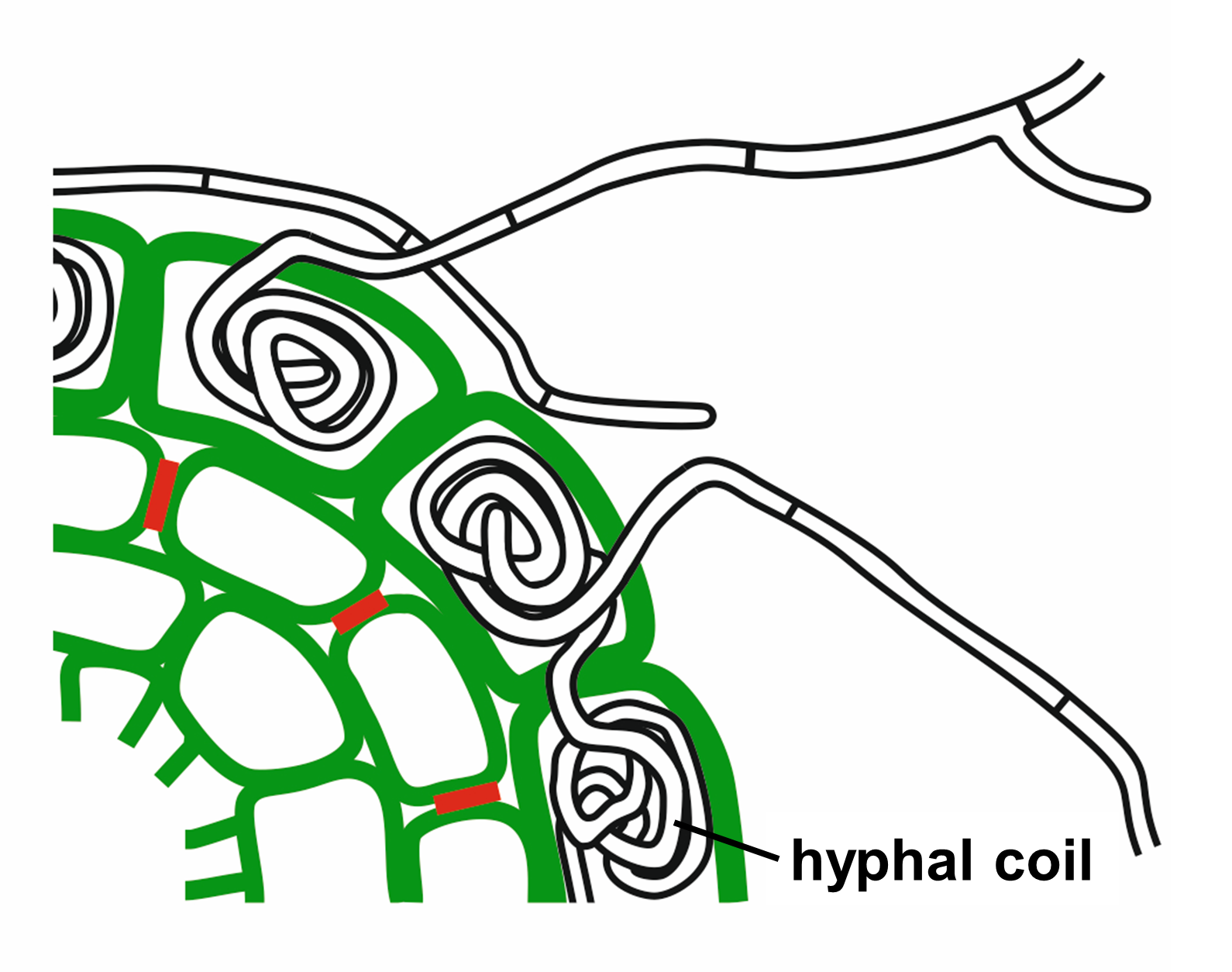
Schéma d'une mycorhize éricoïde à l'enroulement de l'hyphe typique dans la cellule racinaire d'une Éricacée.

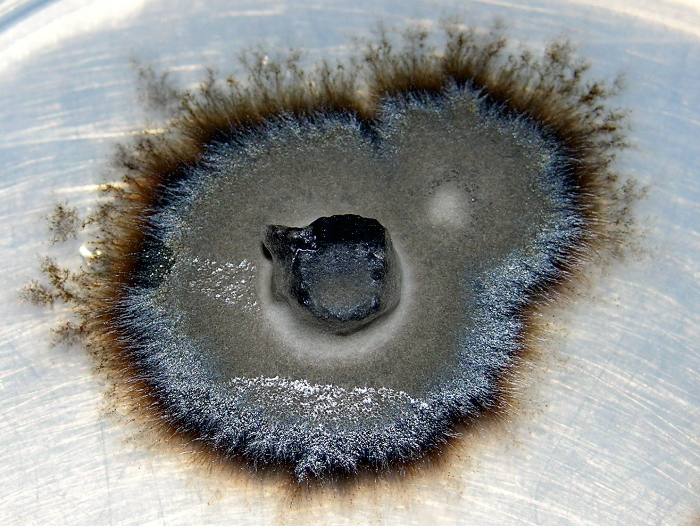
Champignon mycorhizien éricoïde isolé de Woollsia pungens, une Éricacée arbustive endémique de l'Est de l'Australie.

La mycorhize éricoïde est une forme d'association mycorhizienne spécifique à la famille de plantes des Éricacées, comme les Myrtilliers, les Bruyères, la Callune et les Rhododendrons. Il s'agit d'une association obligatoire à bénéfices réciproques endotrophique, c'est-à-dire que les hyphes des champignons se trouvent à l'intérieur des cellules de la plante. Ce type de mycorhizes est une des plus récemment apparues il y a 140 millions d'années.

## Habitat
Les sols dans lesquels poussent les Éricacées et les champignons éricoïdes sont caractérisés par une faible minéralisation de la matière organique, de faibles teneurs en nutriments comme l'azote, le phosphore et le potassium, une forte acidité et une quantité importante de tanins. Leur humus est de type Mor,. La litière produite par les Éricacées est elle-même peu minéralisable, ce qui a pour conséquence d'éliminer la concurrence des plantes en incapacité de vivre dans ces milieux car dépourvue de mycorhizes éricoïdes.
Leurs biotopes sont la taïga, la lande et la toundra sur tous les continents sauf en Arctique,.
Étant donné leur vaste distribution géographique, ces plantes vivent dans une grande diversité de conditions hydrologiques. Ceci provoque différents cycles de croissance des racines des Éricacées, ainsi que des cycles de colonisation par les champignons éricoïdes très variés.

## Échanges de nutriments

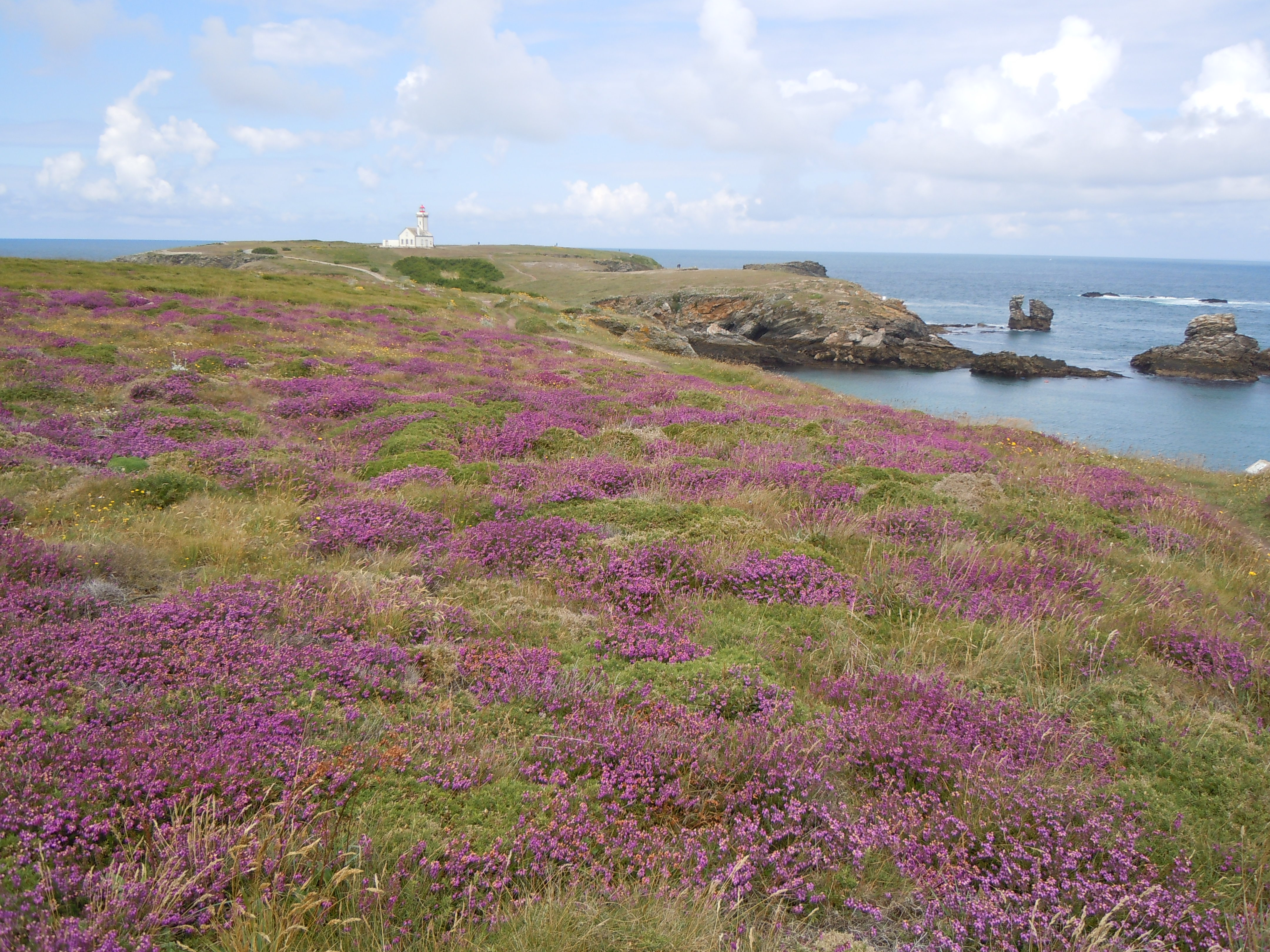
Lande à bruyère de la Pointe des Poulains (Bretagne)

L'humus qui supporte la croissance des plantes Éricacées étant pauvre, acide et peu minéralisé, le champignon symbiote joue un rôle important dans l'acquisition de nutriments à travers la mycorhize éricoïde. Il possède plusieurs caractéristiques saprotrophiques qui lui permettent de dégrader la matière organique pour ensuite la redistribuer. En outre, il produit plusieurs enzymes hydrolytiques et oxydatives qui aident à la mobilisation de molécules organiques présentes sous forme récalcitrante dans le sol. Ces enzymes ont pour la plupart une activité optimale à de faibles pH. Par exemple, les sols des forêts boréales comportent de fortes concentrations de parois de champignons mal décomposées, la chitine, qui contient environ 40 % d'azote. Or un champignon éricoïde comme Pezoloma ericae est capable de la dégrader et de donner accès à cette ressource aux Ericacées symbiotes comme par exemple un myrtillier. Le phosphore est aussi rendu accessible à la plante grâce à la digestion de sa forme organique par le champignon éricoïde,,.
En plus d'accéder à des bénéfices nutritifs par cette association, les Éricacées profitent d'avantages protecteurs. En effet, les champignons symbiotes ont la capacité de séquestrer des ions métalliques qui sont toxiques pour la plante. Ceci empêche les toxines d'accéder aux pousses de la plante et d'interférer avec la photosynthèse.
De leurs côtés, comme dans toutes associations mycorhiziennes, les champignons profitent de l'apport de sucres, de lipides et de vitamines de la part des plantes qui les produisent grâce à la photosynthèse.

## Description structurelle

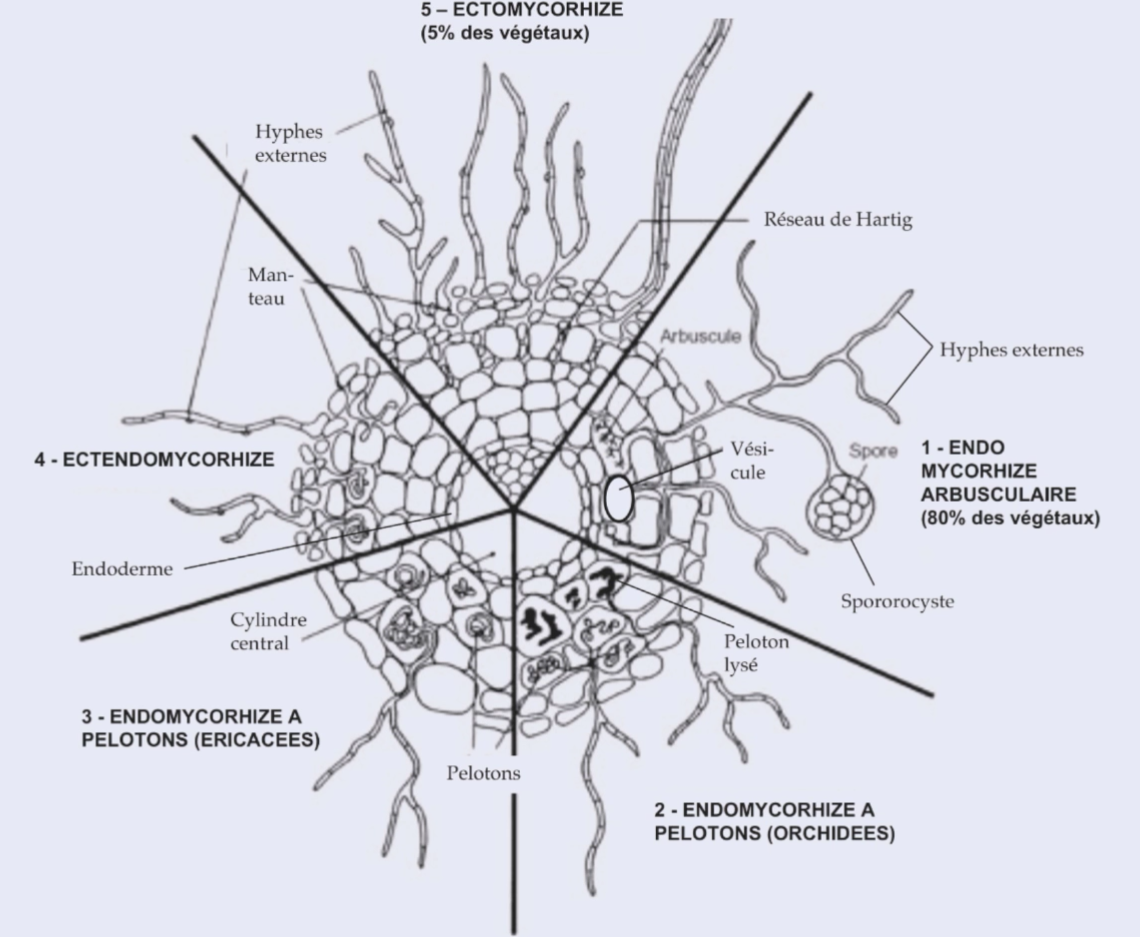
Comparaison des différents types de mycorhizes.

Les Éricacées ont de fines racines blanches qui comportent de une à trois couches de cellules : l'endoderme, l'hypoderme et l'épiderme. Ce sont les poils racinaires qui sont habituellement colonisés par l'endophyte. Les champignons ne pénètrent que la couche externe pour former des pelotons mycéliens qui remplissent les cellules. De plus, la membrane plasmique de chaque cellule se replie vers l’intérieur afin d'envelopper le mycélium. Habituellement, il n'y a qu'un seul point de pénétration par cellule, quoique plusieurs points d'entrée aient été observés à quelques reprises. Il est important de noter que le champignon ne forme pas de manchon autour de la racine comme c'est le cas dans les ectomycorhizes. Jusqu'à 80 % du volume de la racine peut être composé de tissus mycéliens.
Lors de l'extension du bout de la racine, de nouvelles cellules épidermiques sont différenciées. L'hyphe, qui ne forme qu'un réseau autour des zones de la radicelle ayant un épiderme mature croît lors de cette extension. Il est rare qu'il se rende jusqu'à l'apex racinaire, quoique cela puisse se produire dans des conditions où la croissance de la racine est particulièrement lente.

## Espèces de champignons concernées

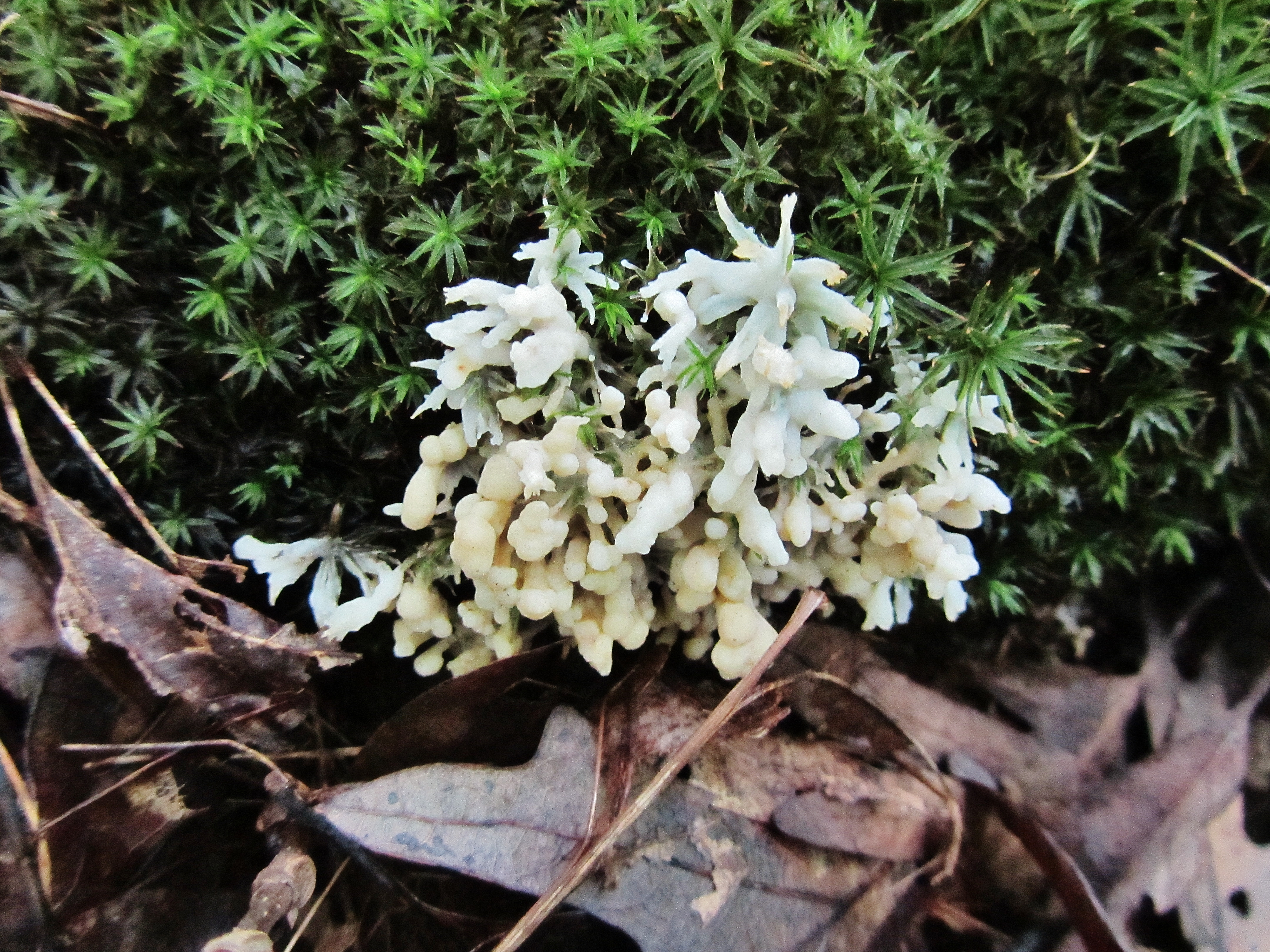
Sebacina incrustans (Indiana, USA)

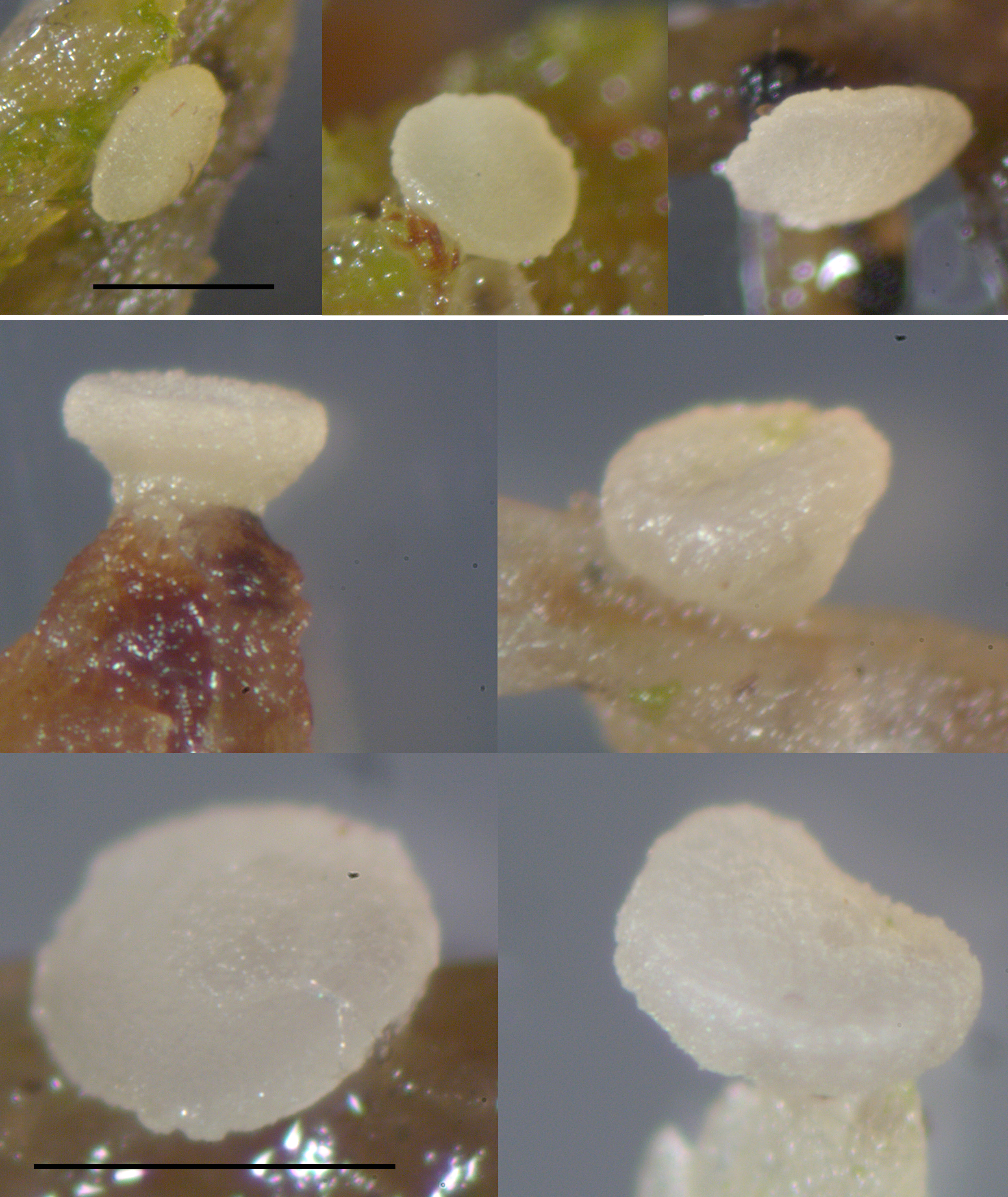
Pezoloma ericae (Oural, Russie)

Historiquement, les recherches sur la physiologie et la fonction des champignons mycorhiziens éricoïdes se sont concentrées sur des isolats fongiques morphologiquement identifiés comme l'ascomycète Pezoloma ericae. D'autres espèces d'ascomycètes forment également des mycorhizes éricoïdes comme le genre Meliniomyces et les espèces Cairneyella variabilis, Gamarada debralockiae et Oidiodendron maius,,.
Chez les basidiomycètes, les espèces de l'ordre des Sebacinales comme Sebacina incrustans sont des associés fréquents qui peuvent former des mycorhizes éricoïdes,,, de même qu'une seule espèce de l'ordre des Hymenochaetales, Kurtia argillacea.
L'application du séquençage de l'ADN à des isolats fongiques a permis de découvrir une grande diversité de communautés fongiques dans les racines d'Éricacées. Cependant, la capacité de ces champignons à former des enroulements mycorhiziens éricoïdes typiques n'a pas été vérifiée et certains pourraient être des endophytes, des saprobiontes ou des parasites non mycorhiziens,,,.